# Lenomyia sedlacekorum
Lenomyia sedlacekorum är en tvåvingeart som beskrevs av James 1977. Lenomyia sedlacekorum ingår i släktet Lenomyia och familjen vapenflugor. Inga underarter finns listade i Catalogue of Life.